# Mompha albapalpella
Mompha albapalpella é uma espécie de mariposa do gênero Mompha pertencente à família Coleophoridae.